# Mike Ireland
Michael „Mike“ Ireland (* 3. ledna 1974 Winnipeg, Manitoba) je bývalý kanadský rychlobruslař.
Ve Světovém poháru debutoval v roce 1994, následně startoval i na Zimních olympijských hrách 1994, kde dobruslil ve svém jediném startu v závodě na 500 m na 26. místě. Na Mistrovství světa ve sprintu poprvé startoval o rok později. Ve druhé polovině 90. let se na světových šampionátech několikrát umístil v první desítce. Premiérové medaile vybojoval roku 2000, kdy získal stříbro na MS ve sprintu a následně dva cenné kovy na MS na jednotlivých tratích: stříbro ze závodu na 500 m a bronz z dvojnásobné distance. V roce 2001 zvítězil na sprinterském Mistrovství světa. V dalších letech získal na světových šampionátech ještě další tři bronzové medaile, poslední v roce 2004. Zúčastnil se ZOH 2002 (500 m – 7. místo, 1000 m – 14. místo), 2006 (500 m – 7. místo) a 2010 (500 m – 16. místo). Po sezóně 2009/2010 ukončil sportovní kariéru.